# ۵ سانتی‌متر در ثانیه
۵ سانتی‌متر در ثانیه (ژاپنی: 秒速５センチメートル هپبورن: Byōsoku Go Senchimētoru) یک انیمه سینمایی ژاپنی در سبک رمانتیک درام، تولید سال ۲۰۰۷، به نویسندگی و کارگردانی ماکوتو شینکای است.
فیلم مشتمل بر ۳ بخش است: شکوفه گیلاس Ōkashō (桜花抄)‎، فضانورد ‏Cosmonaut (コスモナウト)‎ و ۵ سانتی‌متر در ثانیه Byōsoku Go Senchimētoru (秒速۵センチメートル)، که داستان همهٔ بخش‌ها حول پسر جوانی به نام تاکاکی تونو (遠野貴樹 Tōno Takaki) می‌گردد.
فیلم اولین‌بار در تاریخ ۳ مارس ۲۰۰۷، در سنیما رایز، در منطقهٔ شیبویای توکیو به اکران درآمد. رمان ۵ سانتی‌متر در ثانیه نیز بر اساس فیلم آن در سال ۲۰۰۷ منتشر گردید. در نشریه ماهنامه افترنون در مه ۲۰۱۰، نسخه مانگای مجموعه به طراحی سیکی یوکیکو، توسط انتشارات کودانشا شروع به چاپ گردید.

## داستان

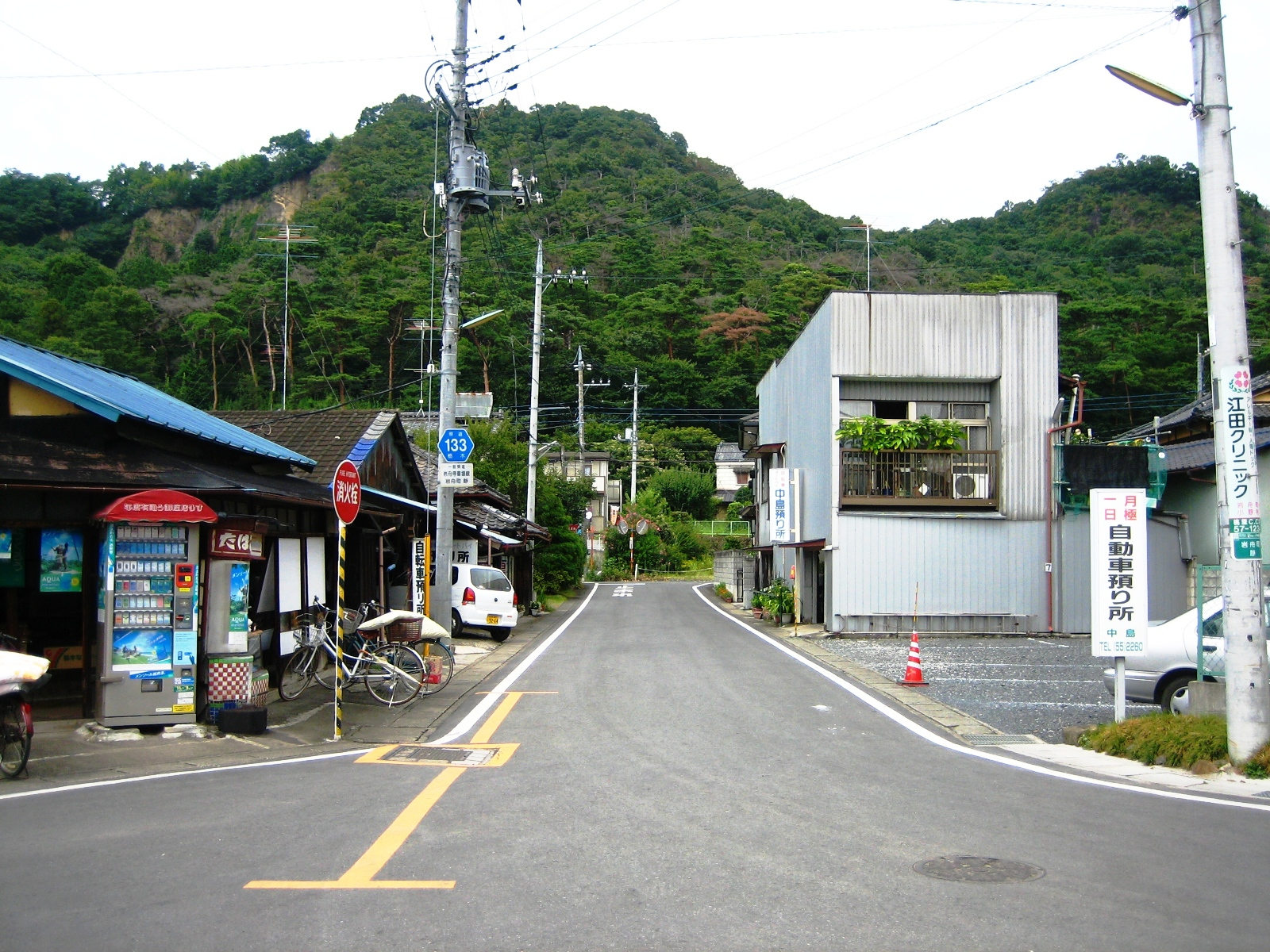
در مقابل ایستگاه Iwafune (ادرس در زمان تیراندازی (از سال 2007): Shizuru، Iwafune-cho، Shimotsuga-gun، استان توچیگی)

داستان فیلم در ژاپن رخ می‌دهد و از سال ۱۹۹۰ شروع شده و در سال ۲۰۰۷ به اتمام می‌رسد. داستان به سه بخش تقسیم می‌شود و نشان می‌دهد که چگونه دوستان می‌توانند با هم باشند و با گذشت زمان از هم دور شوند. تاکاکی و آکاری دوست‌های صمیمی هستند. کانائه نیز هم‌کلاسی تاکاکی و عاشق اوست اما نمی‌تواند به او ابراز احساسات کند. هر سه آن‌ها با گذشت زمان از هم دور می‌شوند. آن‌ها به یکدیگر فکر کرده و همدیگر را به یاد می‌آورند و وقتی داستان از دیدگاه هر یک از آن‌ها جلو می‌رود، رابطه آن‌ها و همچنین آدم‌های اطراف آن‌ها دچار تغییراتی می‌شود.